# Karpaten-Sitsch

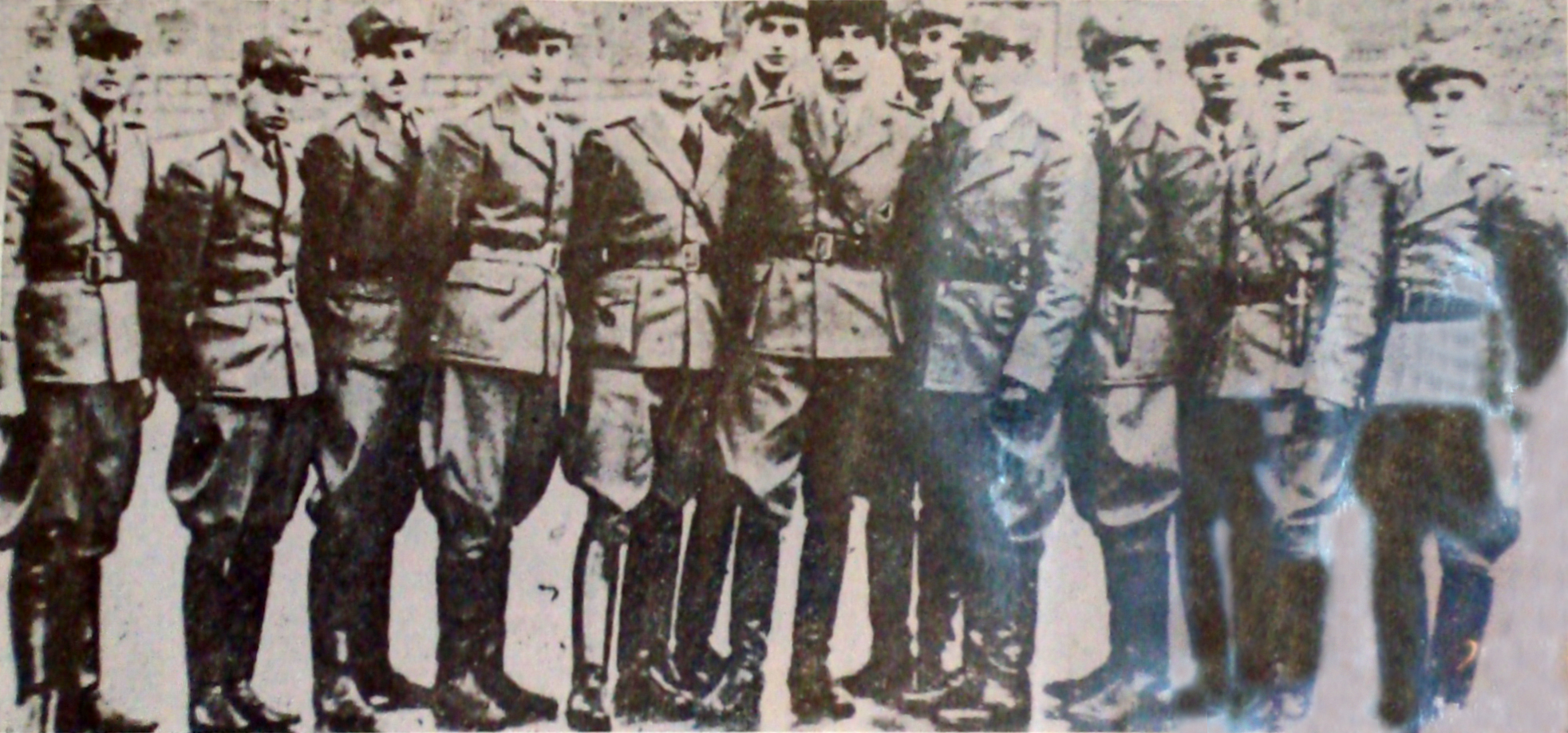
Eine Gruppe der Karpaten-Sitsch unter der Führung von Kommandant Dmytro Klympusch (1938)

Die Karpaten-Sitsch (ukrainisch Карпатська Січ) war eine paramilitärische Organisation, die von 1938 bis 1939 in der Karpatenukraine aktiv war.

## Geschichte

Karte der Tschechoslowakischen Republik mit der Karpatenukraine im Osten

### Vorgeschichte
Die ukrainische Bevölkerung Transkarpatiens trat der Ersten Tschechoslowakischen Republik aufgrund eines Abkommens zwischen Tomáš Garrigue Masaryk, Vertretern transkarpatischer Einwanderer in den Vereinigten Staaten, sowie einer Entscheidung des Zentralruthenischen Volksrates in Uschhorod vom 9. Mai 1919 bei. Dieser Schritt erhielt internationale Zustimmung im Vertrag von Saint-Germain vom 10. September 1919, der Transkarpatien den Status einer autonomen Region innerhalb der Tschechoslowakischen Republik garantierte, wobei die versprochene territoriale und nationale Autonomie nicht verwirklicht wurde. Durch den Wiener Schiedsspruch vom 2. November 1938 wurde der südwestliche Teil der Karpatenukraine an das Königreich Ungarn überführt.

### Gründung und Entwicklung

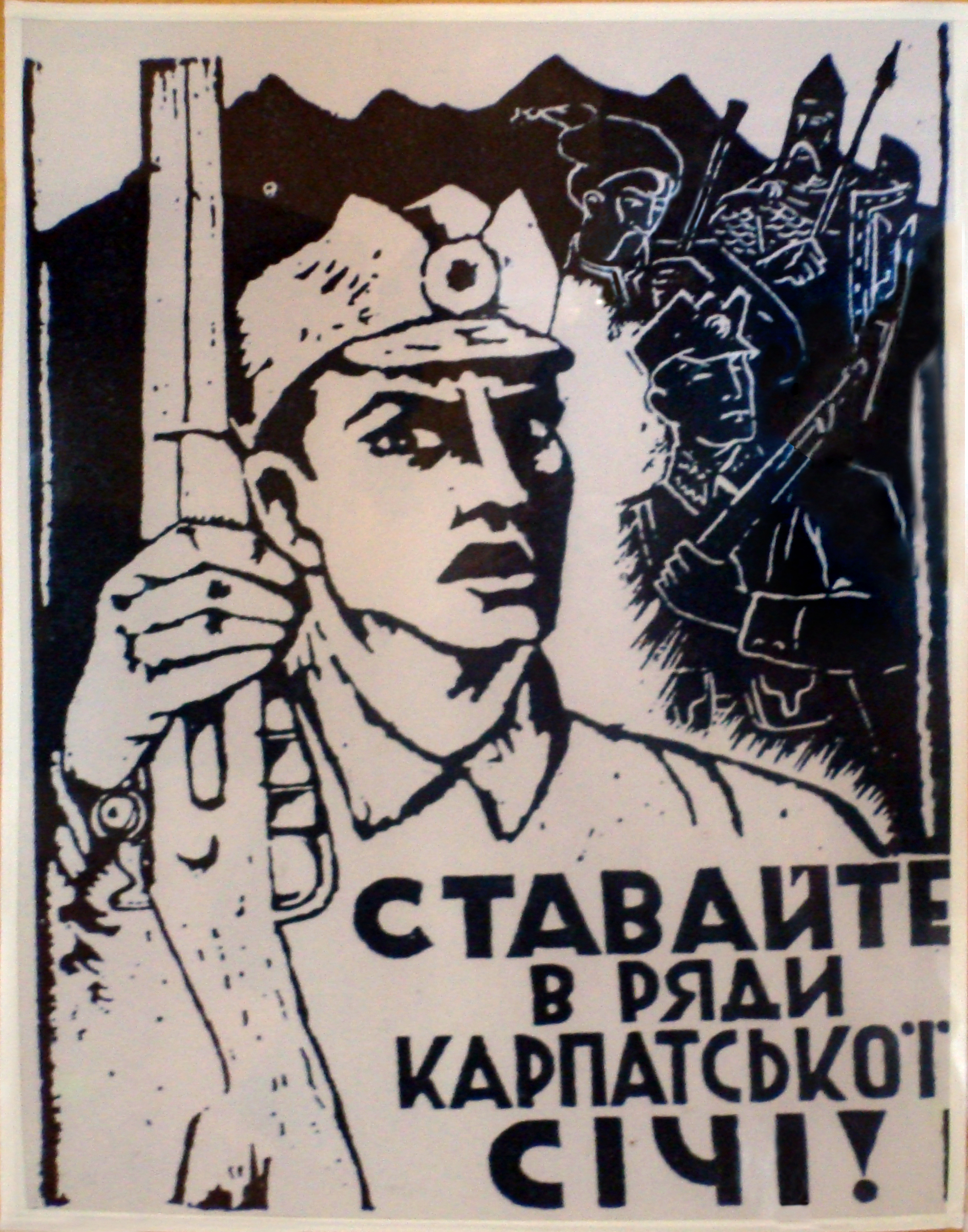
Agitationsplakat aus dem Jahr 1938 mit der Aufschrift „Treten Sie der Karpaten-Sitsch bei!“

Die regionale Regierung kreierte im November 1938 die freiwillige Miliz der Karpaten-Sitsch auf der Grundlage der Ukrainischen Nationalverteidigung, die in Uschhorod im August 1938 auf Initiative der Organisation Ukrainischer Nationalisten (OUN) gegründet wurde. Ihr Name wurde von der historischen Sitsch der ukrainischen Kosaken abgeleitet. Ihre Führung bestand aus dem Kommandanten Dmytro Klympusch, seinem Stellvertreter Iwan Roman, Iwan Rohatsch als Generalsekretär, Stepan Rossocha als Attaché bei der Regierung der Karpatenukraine und Mychajlo Kolodsinskyj als Chef des Stabes. Zu den Reihen der Karpaten-Sitsch gehörten Jugendliche, Bauern, Arbeiter, Lehrer und ehemalige hochrangige Offiziere der ukrainischen Armeen der Ukrainischen Volksrepublik und der Westukrainischen Volksrepublik.
Das Hauptquartier der Organisation befand sich in Chust und es gab zehn individuelle Bezirkskommandos mit untergeordneten lokalen Abteilungen, die militärische und politische Ausbildung mit mehreren tausend Männern durchführten. Fünf ständige Garnisonen führten regelmäßige militärische Übungen durch, und einige der Sitsch-Soldaten dienten bei der örtlichen Polizei und beim Grenzschutz. Im Februar 1939 hatte die Sitsch etwa 15.000 Mitglieder, obwohl ihre effektive Stärke nur etwa 2.000 betrug. Die Karpaten-Sitsch übernahm Uniformen und Dienstgrade nach dem Vorbild der militärischen Formationen in der Ukraine während des Unabhängigkeitskampfes 1917–20.
Am 1. Januar 1939 verkündete die Presse die Gründung der Frauenabteilung mit dem Namen Frauen-Sitsch. An der Spitze stand Stefanija Tyssowska und ihre Stellvertreterin war Marija Chymynez. Nach dem entsprechenden Aufruf in der Presse schlossen sich in mehreren Städten und Dörfern der Karpatenukraine Frauen den Frauen-Sitsch-Zentren an und die Frauen-Sitsch wurde zu einer Massenorganisation transkarpatischer Frauen. Von Januar bis Februar organisierte die Frauen-Sitsch künstlerische Abende und Aufführungen, verteilte ukrainische Literatur und half armen Familien in Transkarpatien. Um die Leiterinnen der Frauen-Sitsch auszubilden, wurde von Mitte Februar bis Anfang März in Chust ein Ausbildungskurs organisiert, an dem 54 Frauen aus allen Ecken der autonomen Region teilnahmen. Die Frauen nähten Uniformen und Flaggen. Sie fungierten auch als Verbindungsleute und Kundschafterinnen. Sie übermittelten die Anweisungen und Befehle des Hauptkommandos an die örtlichen Einheiten der Karpaten-Sitsch. Viele Frauen arbeiteten im Funktelegrafen- und Telefondienst und sorgten für die Kommunikation zwischen den Gruppen der Karpaten-Sitsch. Sie erhielten Informationen über den Standort der tschechoslowakischen Truppen und die Pläne des tschechoslowakischen Militärkommandos in der Region. In Chust richtete die Frauen-Sitsch eine eigene Abteilung des Roten Kreuzes ein, in der auch professionelle Ärztinnen und Ärzte arbeiteten.

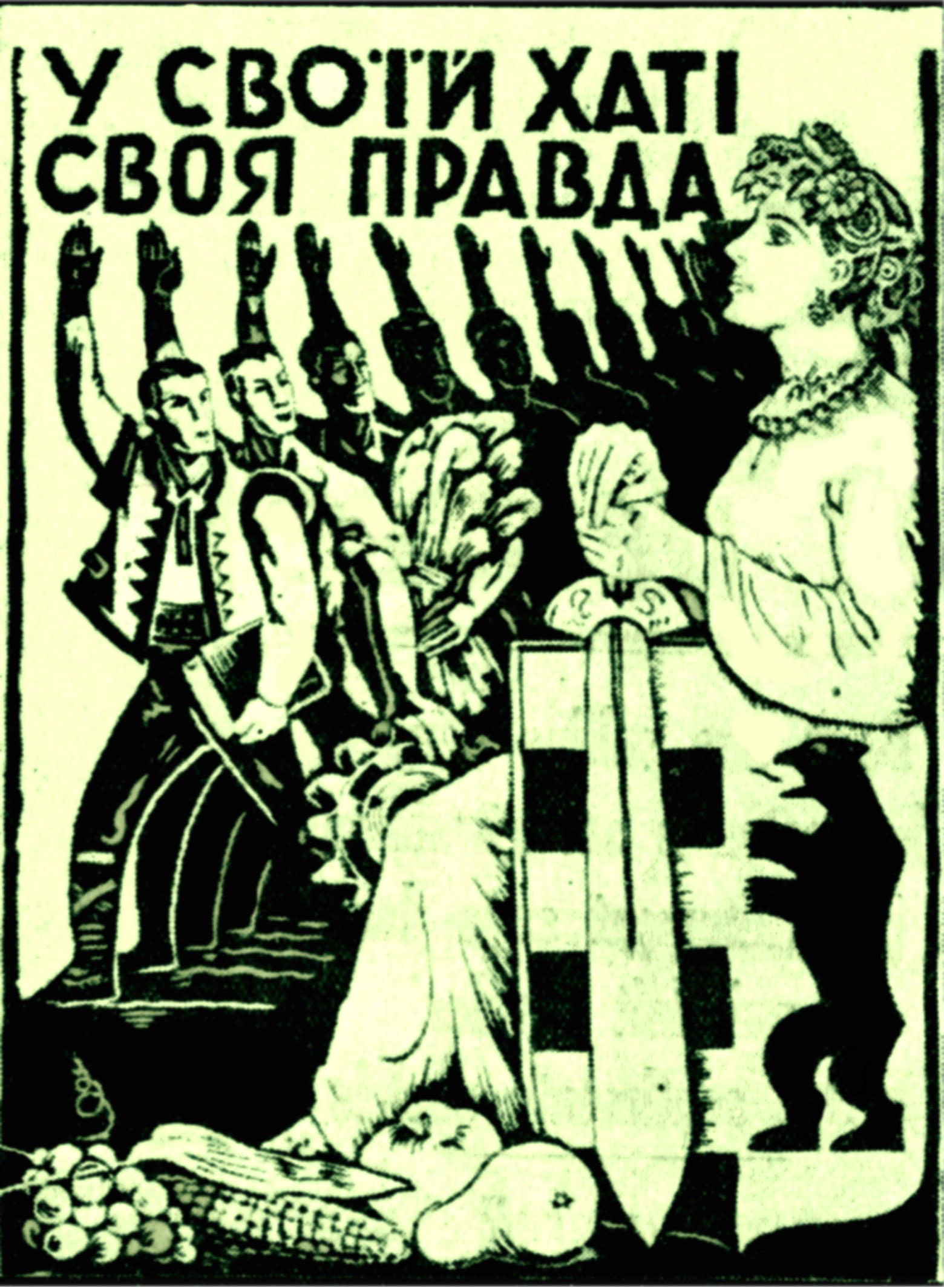
Propagandaplakat aus dem Jahr 1939 mit der Aufschrift „Im eigenen Haus liegt die eigene Wahrheit“; ein Zitat von Taras Schewtschenko

Die Karpaten-Sitsch hielt General- und Bezirksversammlungen ab. Die größte, an der mehrere Tausend Menschen teilnahmen, fand im Februar 1939 in Chust statt. Die Karpaten-Sitsch veröffentlichte auch eine Wochenzeitung namens Nastup (Vorausschau). Mitglieder von Plast schlossen sich ebenfalls der Sitsch an. Viele junge Galizier, vor allem OUN-Mitglieder, überquerten illegal die Grenze von Polen aus, um sich der Karpaten-Sitsch anzuschließen, da sie bemüht waren, das erste ukrainische Staatswesen seit dem Untergang der Ukrainischen Volksrepublik zu verteidigen. Es gab auch Freiwillige aus anderen ukrainischen Ländern. Mitglieder der OUN betrachteten die Karpatenukraine als Kern eines vereinigten ukrainischen Staates. Die Dominanz der OUN im Kommando über die Karpaten-Sitsch führte zu Reibereien mit der einheimischen ukrainischen Bevölkerung. Laut Vincent Shandor, der die karpatenukrainische Regierung gegenüber den Prager Behörden vertrat, waren diese bereit, die Karpaten-Sitsch mit Waffen, Vorräten und Ausbildung zu versorgen, doch das Kommando wollte kein Angebot annehmen, das seine alleinige Kontrolle über die Sitsch gefährdet hätte.

### Auflösung
Der NS-Staat zerschlug Anfang März 1939 die Tschechoslowakei. Adolf Hitler übergab die Karpatenukraine an Ungarn, um sich dessen Unterstützung im kommenden Krieg zu sichern und es marschierte am 14. März mit 40.000 Soldaten ein, um ihr Territorium zu annektieren. Am nächsten Tag wurde die Karpatenukraine von ihrem Ministerpräsidenten Awgustyn Woloschyn für unabhängig erklärt, der Stepan Klotschurak zum Verteidigungsminister und Oberst Serhij Jefremow zum Oberbefehlshaber ernannte. Nach der Unabhängigkeitserklärung wurde die Sitsch zur Nationalarmee der Karpatenukraine. Die schlecht bewaffnete und untrainierte Karpaten-Sitsch, deren Stärke etwa 2.000 Mann betrug, kämpfte bis zum 17. März gegen die Ungarn. Von der ungarischen Armee überwältigt, zogen sich die Soldaten entweder nach Rumänien oder die Slowakei zurück oder versteckten sich in den Bergen. Es kam zu illegalen Hinrichtungen von Gefangenen.
Am 18. März 1939 wurde in Transkarpatien das Kriegsrecht ausgerufen und eine Militärverwaltung unter General Béla Novákovits eingesetzt. Anschließend begannen die ungarischen Strafbehörden, unterstützt von lokalen ungarischen Aktivisten, das Land von „unerwünschten Personen“ zu „säubern“. Der ungarischen Repression fielen verschiedene Kategorien der lokalen Bevölkerung zum Opfer. Darunter waren die Soldaten der Karpaten-Sitsch, die nationalbewussten Intellektuellen, ehemalige Regierungs- und Parteifunktionäre der Karpatenukraine und die griechisch-katholische Geistlichkeit. In den Karpaten gab es bis Mitte April sporadischen Widerstand gegen die neue ungarische Regierung. Insgesamt wurden im Zeitraum von März bis Dezember 1939 in Transkarpatien 4.500 Menschen Opfer der Horthy-Regierung. Die Soldaten der Karpaten-Sitsch erlitten zu dieser Zeit die schwersten Verluste, die grob auf 1.000 bis 1.500 Mann geschätzt werden. 373 Mitglieder der Sitsch, die Zuflucht in Rumänien suchten, wurden an Ungarn ausgeliefert. Einige wurden hingerichtet und andere interniert. Die Ungarn lieferten außerdem 40 galizische Mitglieder der Sitsch an Polen aus, von denen einige an der Grenze erschossen wurden.

## Nachwirkung
Im April 2015 verabschiedete die Werchowna Rada ein Gesetz, das den Rechtsstatus für die Karpaten-Sitsch als Kämpfer für die Unabhängigkeit der Ukraine im 20. Jahrhundert festlegte. Dieses Gesetz zielt darauf ab, die Staatspolitik hinsichtlich der Wiederherstellung und Erhaltung der nationalen Erinnerung an den Kampf und die Kämpfer für die Unabhängigkeit festzulegen. Im Dezember 2018 wurde ein weiteres Gesetz verabschiedet, das den sozialen Schutz der Mitglieder der Karpaten-Sitsch garantiert.
Das 49. separate Angriffsbataillon des Ukrainischen Heers ist nach der Karpaten-Sitsch benannt.